# Karol Niemira
Karol Niemira (ur. 28 października 1881 w Warszawie, zm. 8 lipca 1965 w Czubinie) – polski duchowny rzymskokatolicki, doktor prawa kanonicznego, biskup pomocniczy piński w latach 1933–1965.

## Życiorys
Urodził się 28 października 1881 w Warszawie. Pochodził z kresowej rodziny ziemiańskiej. Osierocony we wczesnym dzieciństwie, był wychowankiem zakładu opiekuńczego prowadzonego przez siostry zakonne. W 1904 wstąpił do seminarium duchownego w Warszawie. Dalsze studia odbył na Uniwersytecie Gregoriańskim w Rzymie, gdzie uzyskał doktorat z prawa kanonicznego. Święcenia prezbiteratu otrzymał 13 listopada 1911.
Jego pierwszą placówką duszpasterską była parafia św. Anny w Łodzi, gdzie pracował jako wikariusz. Od 1913 był wikariuszem parafii archikatedralnej w Warszawie, której probostwo objął w 1920. W latach 1929–1933 był proboszczem parafii św. Augustyna w Warszawie. W 1917 otrzymał godność kanonika kapituły metropolitalnej warszawskiej. W 1919 pełnił posługę kapelana wojskowego. Uczestniczył w życiu politycznym i społecznym stolicy, od 1926 zasiadał w radzie miejskiej, był również aktywnym członkiem Warszawskiego Towarzystwa Dobroczynności.
26 maja 1933 papież Pius XI prekonizował go biskupem pomocniczym diecezji pińskiej ze stolicą tytularną Tavium. Święcenia biskupie otrzymał 15 sierpnia 1933 w katedrze Wniebowzięcia Najświętszej Maryi Panny w Pińsku. Konsekrował go biskup diecezjalny piński Kazimierz Bukraba w asyście Bernarda Dembka, biskupa pomocniczego łomżyńskiego, i Kazimierza Tomczaka, biskupa pomocniczego łódzkiego. Jako dewizę biskupią przyjął słowo „Humilitas” (Pokora). We wrześniu 1939 po wkroczeniu wojsk radzieckich do diecezji został z niej wysiedlony. Osiadł w Warszawie na probostwie parafii św. Augustyna, sąsiadującym z gettem warszawskim. Po 1941 bez powodzenia starał się o zezwolenie władz niemieckich na powrót do diecezji. Brał udział w przerzucaniu Żydów z getta na stronę aryjską. Po wojnie rezydował w Warszawie i w Czubinie.
W 1938 był współkonsekratorem podczas sakry biskupa pomocniczego lubelskiego Władysława Gorala.
Zmarł 8 lipca 1965 w Czubinie. Został pochowany w grobowcu biskupów pomocniczych warszawskich na cmentarzu Powązkowskim w Warszawie. 